# Río Escrita
El río Escrita es un afluente por la derecha de la Noguera Pallaresa dentro del término municipal de Espot en la comarca del Pallars Sobirá.
Emisario del lago de San Mauricio a 1910 m s. n. m. en la parte oriental del Parque nacional de Aiguas Tortas y Lago de San Mauricio, discurriendo de O a E y bordeado por bosques frondosos, drena el valle de Espot hasta su desemboca en la Noguera Pallaresa cerca del embalse de la Torrassa (930 m s. n. m.).